# Грошова одиниця
Грошова́ одини́ця — це встановлений у законодавчому порядку грошовий знак. Вона служить для вимірювання цін товарів та послуг. Грошова одиниця встановлюється законодавством країни з урахуванням соціально-економічних та історичних закономірностей її розвитку. У переважній більшості країн для цього використовується десятинна система поділу. Приміром, 1 гривня = 100 копійок, 1 долар = 100 центів, 1 фунт стерлінгів = 100 пенсів, 1 злотих = 100 гроші тощо. 
Одиниця обліку (в економічній науці) — стандартна числова грошова одиниця виміру ринкової вартості товарів, послуг та інших операцій. Також знана як «міра» або «стандарт» відносної вартості та відтермінування платежу, розрахункова одиниця — є потрібною передумовою для укладання комерційних угод, що стосується і боргів. Гроші виступають як стандартна міра і загальна вартість торговельної угоди. Таким чином, це основа для котирування та перемовин про ціни. Це потрібно для розробки ефективних систем бухгалтерського обліку.

## Економіка
Грошова (облікова) одиниця в економіці дозволяє деякою мірою осмислене визначення цін, витрат і прибутку, щоб організація могла контролювати власні підсумки роботи. Це дозволяє акціонерам зрозуміти її минулі результати та отримати уявлення про її майбутню прибутковість. Використання грошей як відносно сталої одиниці виміру, може підштовхувати економіку до ефективності.
Історично, ціни часто вказувалися у переважній валюті, що використовувалася як розрахункова одиниця, але насправді транзакції розраховувалися з застосуванням безлічі доступних монет, а часто і товарів, конвертованих в їх вартість в розрахунковій одиниці. Багато міжнародних транзакції як і раніше розраховуються таким чином з використанням національної вартості (найчастіше вираженої в доларах США або євро), але з фактичним розрахунком в чомусь іншому.
В обліку за історичною вартістю, валюти вважаються абсолютно стабільними за реальною вартістю в умовах відсутності гіперінфляції, за яких застосовується припущення про стабільну грошову одиницю. Щоденний індекс споживчих цін (Daily CPI) — або монетизована денна індексована одиниця рахунку, може використовуватися для щоденної індексації грошових значень, коли потрібно підтримувати постійну купівельну спроможність або дійсну вартість грошових значень під час інфляції та дефляції.

### Проблеми
Дійсна вартість грошей, як правило, ніколи не буває повністю стабільною, що є основною проблемою традиційного обліку за історичною вартістю, заснованого на припущенні про сталу грошову одиницю.
Розрахункова одиниця в економіці потерпає через пастку, що полягає в нестабільності реальної вартості в часі, оскільки гроші, як правило, не зовсім сталі за дійсною вартістю під час інфляції та дефляції. Інфляція руйнує уявлення про те, що реальна вартість розрахункової одиниці стабільна, а це є основою класичної бухгалтерської звітності. В таких обставинах історичні цінності, зареєстровані в бухгалтерських книгах, стають різнорідними сумами, вимірюваними в різних одиницях. Використання таких даних в межах традиційних методів бухгалтерського обліку без попереднього виправлення, може призвести до заплутаних (або навіть безглуздих) результатів.
В економіці стандартна грошова одиниця обліку використовується в статистичних цілях для опису економічної діяльності. Такі індекси, як ВВП та ІСЦ, настільки широкі за своїм охопленням, що їх складання було б неможливо без стандартної грошової одиниці. Після складання, ці цифри часто використовуються для визначення державної політики; особливо грошово-кредитної та фіскальної політики.

## Фінанси
Використання грошової одиниці у фінансовому обліку, наприклад, відповідно до американської бізнес-моделі, дозволяє інвесторам вкладати капітал в ті компанії, які забезпечують найвищу норму прибутку. Використання грошової одиниці в управлінському обліку, дозволяє фірмам вибирати між видами діяльності, які приносять найбільший прибуток.

## Грошові одиниці з металевим вмістом
У 1970-х роках, відбулася остаточна демонетизація золота. Воно повністю втратило грошові функції. Якщо до цього вартість багатьох грошових одиниць загалом відповідала тій чи іншій масі дорогоцінного металу, то тепер всі країни світу перейшли до використання фіатних грошей, металевий зміст яких не встановлюється. Однак існують приватні і місцеві грошові одиниці, вартість яких виражена в золоті. Це, наприклад, цифрова валюта e-gold, а також ісламський золотий динар і срібний дирхам. Останні, спираючись на факт згадування в Корані, претендують на статус міжнародних грошових одиниць кількох ісламських держав. Проєкт введення додаткової грошової одиниці з певним вмістом золота - золотого франка, 2011 року, був запропонований на розгляд Національної ради Швейцарії, але поки не отримав підтримки.